# بلک کتس

اجرای گروه بلک کتس

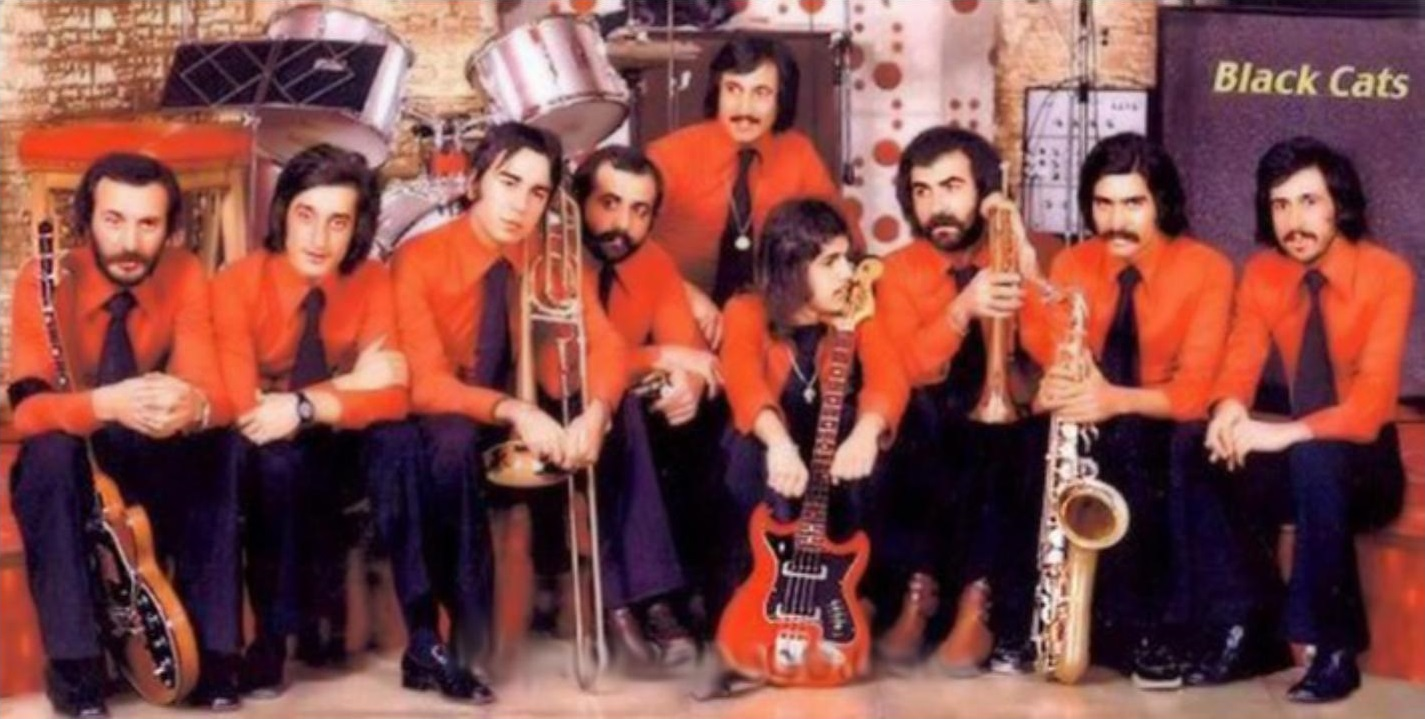
شهرام شب‌پره در آغاز فعالیت حرفه‌ای در گروه بلک کتس در دههٔ ۱۳۴۰ خورشیدی

بلک کتس (به انگلیسی: Black Cats) (به معنی: «گربه‌های سیاه») اولین گروه موسیقی پاپ ایرانی است که در سال ۱۳۴۰ توسط شهبال شب‌پره بنیاد نهاده شد.
شهبال می‌گوید من از همان سال‌ها که گروه بلک کتس را راه انداختم، یادم هست برای افتتاحیهٔ رستوران فرودگاه در شیراز رفتیم، من و تورج معین‌آزاد، مرتضی کفایی، استیو آرنادوف، و عزیزی اولین بلک کتس را بنیاد نهادیم و به دنبال آن ۱۷۸ هنرمند با بلک کتس طی سال‌ها همکاری کردند. آندرانیک، شهرداد روحانی، ناصر چشم‌آذر، فرهاد مهراد، شهرام شب‌پره، حسن شماعی‌زاده، ابی، که پایه‌های اصلی بلک کتس را گذاشتند.
همراهی حسن شماعی‌زاده (ساکسیفون)، هامو (گیتار)، شهرام شب‌پره (گیتار)، منوچهر اسلامی (ترومپت) و فرهاد مهراد (خواننده و نوازندهٔ گیتار و پیانو) در کافه کوچینی در تهران راه‌اندازی شد. این گروه در دهه ۱۳۶۰ خورشیدی در لس آنجلس به عنوان گروه پاپ متولد شد. هر چند که در سه دههٔ بعد اعضا و خوانندگان گروه مکرراً تغییر کردند اما شهبال شب‌پره همچنان به عنوان مدیر و تولیدکنندهٔ گروه باقی ماند.

## تاریخچه
این گروه از دههٔ ۱۳۴۰ خورشیدی تاکنون فعال بوده‌است و هنرمندان مشهوری در این گروه فعالیت کرده‌اند.

### ابی
ابراهیم حامدی در ابتدای دوران خوانندگی خود با شهبال و شهرام شب‌پره آشنا می‌شود. شهبال شب‌پره صدای او را در سان بویز می‌شنود و به وی پیشنهاد کار در گروه بلک کتس را می‌دهد. او در کنار فرهاد مهراد خوانندهٔ راک ایرانی، مدت دو سال با گروه بلک کتس همکاری می‌کند و مدت زیادی در کابارهٔ کوچینی به روی صحنه می‌رود. سپس از این گروه جدا می‌شود و به همکاری با آهنگسازان و ترانه‌سرایان مطرح آن دوران می‌پردازد. ابی از دوران همکاری با فرهاد در گروه بلک کتس، به عنوان دورهٔ آموزشی خود یاد می‌کند و خود را وامدار فرهاد می‌داند.

### فرهاد مهراد
ویدا قهرمانی هنرپیشهٔ سینما که به همراه همسرش مالک کافه کوچینی بودند، به دلیل اجرای زیبای فرهاد مهراد در یکی از کنسرت‌هایش او را به گروه بلک کتس که هر شب در کوچینی برنامه داشتند معرفی می‌کند.
از سال ۱۳۴۵ همکاری او با بلک کتس در آنجا به دلیل اجراهای انگلیسی‌اش که به گفتهٔ دوستان و مخاطبانش از اجرای اصل آهنگ نیز بهتر بود، به گونه‌ای که آمریکایی‌های مقیم ایران به رزرو صندلی‌های جلو برای نزدیک بودن به او سر و دست می‌شکستند به «فرهاد کافهٔ کوچینی بلک کتس» معروف شده و حتی توسط نشریات آن زمان و افرادی که از مخاطبان او در کوچینی بودند، لقب «ری چارلز ایران» را نیز می‌گیرد.
او در این گروه به خواندن آوازهایی از گروه‌های معروف موسیقی آن زمان از جمله: بیتلز، انیمالز، بی جیز، فورتاپس و خوانندگان سرشناسی مانند: الویس پرسلی، ری چارلز، تام جونز، نینا سیمون، فرانک سیناترا، بن ئی. کینگ و بسیاری دیگر می‌پردازد. منوچهر اسلامی عضو سابق و نوازندهٔ ترومپت در گروه بلک کتس از او به عنوان پایهٔ اصلی این گروه یاد می‌کند و می‌گوید: «او با آن‌که نت نمی‌دانست و موسیقی را از راه گوش و به‌صورت تجربی آموخته بود نیاز چندانی به تمرین نداشت و با یکبار زمزمه کردن ترانه‌های انگلیسی صدا و سازش را با اعضای گروه هماهنگ می‌کرد و در واقع به احترام سایر اعضا به جلسات تمرین می‌آمد.» همچنین ابی دیگر خوانندهٔ پاپ که در آن زمان هنوز فعالیّت حرفه‌ای خود را به صورت جدی آغاز نکرده بود به مدّت دو سال با گروه بلک کتس همکاری کرد که همیشه از این دو سال و در کنار فرهاد مهراد بودن به نیکی یاد می‌کند و آن دو سال را به عنوان یک دورهٔ آموزشی قلمداد کرده و می‌گوید: «هر آنچه که در آواز خواندن یادگرفته‌ام مدیون فرهاد هستم.»

## آلبوم‌ها

### پول (۱۹۹۲/۱۳۷۱)
- با معرفی و خوانندگی پیروز

| نام ترانه      | ترانه‌سرا    | آهنگساز              | تنظیم                |
| -------------- | ----------- | -------------------- | -------------------- |
| گلدونه         | شهبال شب‌پره | شهبال شب‌پره          | دیوید بتسامو         |
| خوشگله         | ژاکلین      | ژاکلین و پیروز       | پیروز و دیوید بتسامو |
| بیا بیا        | پیروز       | پیروز و دیوید بتسامو | دیوید بتسامو         |
| پول            | شهبال شب‌پره | شهبال شب‌پره          | دیوید بتسامو         |
| Rhythm of Love | پیروز       | پیروز                | باب پار              |
| عشق هفده ساله  | ژاکلین      | ژاکلین و پیروز       | پیروز                |

### تب (۱۹۹۴/۱۳۷۳)
- با خوانندگی پیروز

| نام ترانه   | ترانه‌سرا        | آهنگساز              | تنظیم                      |
| ----------- | --------------- | -------------------- | -------------------------- |
| سر به هوا   | شهبال شب‌پره     | شهبال شب‌پره          | شهبال شب‌پره و دیوید بتسامو |
| برای همیشه  | پیروز           | پیروز و دیوید بتسامو | دیوید بتسامو               |
| تب          | پیروز           | پیروز                | دیوید بتسامو               |
| من و دل     | شهبال شب‌پره     | شهبال شب‌پره          | دیوید بتسامو               |
| رنگ و رینگ  | شهبال شب‌پره     | شهبال شب‌پره          | دیوید بتسامو               |
| می‌میرم برات | پیروز           | پیروز                | دیوید بتسامو و پیروز       |
| Sacrifice   | شهداد زند کریمی | شهداد زند کریمی      | شهداد زند کریمی            |
| مدلی        |                 |                      |                            |

### میکس رقص (۱۹۹۵/۱۳۷۴)
- دنس ورژن آهنگ‌های آلبوم تب

### افسون گربه‌ها (۱۹۹۶/۱۳۷۵)
- با خوانندگی پیروز

| نام ترانه      | ترانه‌سرا           | آهنگساز            | تنظیم                      |
| -------------- | ------------------ | ------------------ | -------------------------- |
| جینی           | شهبال شب‌پره        | شهبال شب‌پره        | دیوید بتسامو               |
| عروسک          | شهبال شب‌پره        | شهبال شب‌پره        | دیوید بتسامو               |
| Sweet Harmony  | پیروز              | پیروز              | دیوید بتسامو و پیروز       |
| گل بوسه        | سعید محمدی و پیروز | سعید محمدی و پیروز | دیوید بتسامو               |
| افسون          | شهبال شب‌پره        | شهبال شب‌پره        | دیوید بتسامو و شهبال شب‌پره |
| می‌خوام بدونی   | پیروز              | پیروز              | دیوید بتسامو و پیروز       |
| Another Chance | پیروز              | پیروز              | پیروز و فرهاد مرفه         |
| ناز یار        | پیروز              | پیروز              | پیروز و دیوید بتسامو       |
| با تو بودن     | پیروز              | پیروز              | پیروز                      |
| خداحافظ        | پاکسیما زکی‌پور     | شوبرت آواکیان      | شوبرت آواکیان              |

### سیندرلا(۱۹۹۹/۱۳۷۸)
- با معرفی و خوانندگی کامران و هومن

| نام ترانه  | ترانه‌سرا       | آهنگساز     | تنظیم        |
| ---------- | -------------- | ----------- | ------------ |
| سیندرلا    | شهبال شب‌پره    | شهبال شب‌پره | دیوید بتسامو |
| لی لی      | رامین زمانی    | رامین زمانی | رامین زمانی  |
| آفتاب      | شهبال شب‌پره    | شهبال شب‌پره | دیوید بتسامو |
| نرو        | رامین زمانی    | رامین زمانی | رامین زمانی  |
| چشم‌به‌راه   | شهبال شب‌پره    | شهبال شب‌پره | دیوید بتسامو |
| حرم‌سرا     | شهبال شب‌پره    | شهبال شب‌پره | دیوید بتسامو |
| سوگند      | رامین زمانی    | رامین زمانی | رامین زمانی  |
| دوست‌داشتنی | شهبال شب‌پره    | شهبال شب‌پره | دیوید بتسامو |
| نسل عشق    | پاکسیما زکی‌پور | رامین زمانی | رامین زمانی  |

### پاپ فادر(۲۰۰۳/۱۳۸۲)
- با خوانندگی کامران و هومن

| نام ترانه       | ترانه‌سرا             | آهنگساز     | تنظیم              |
| --------------- | -------------------- | ----------- | ------------------ |
| پاپ فادر        | شهبال شب‌پره          | شهبال شب‌پره | شهیاد و هومن       |
| آهنگ من         | شهبال شب‌پره          | شهبال شب‌پره | دیوید بتسامو       |
| راندوو          | شهبال شب‌پره و کامران | کامران      | دیوید بتسامو       |
| بگو منو کم داری | رامین زمانی          | رامین زمانی | رامین زمانی        |
| یامی            | شهبال شب‌پره          | شهبال شب‌پره | اندی جی            |
| آتیش            | شهبال شب‌پره          | شهبال شب‌پره | دیوید بتسامو       |
| مامانیه         | شهبال شب‌پره          | شهبال شب‌پره | دیوید بتسامو       |
| کت من           | شهبال شب‌پره          | شهبال شب‌پره | رامین زمانی و هومن |

### فریاد گربه‌ها(۲۰۰۶/۱۳۸۴)
- با معرفی و خوانندگی کامیار

| نام ترانه  | ترانه‌سرا          | آهنگساز                     | تنظیم         |
| ---------- | ----------------- | --------------------------- | ------------- |
| فریاد      | شهبال شب‌پره       | شهبال شب‌پره                 | شوبرت آواکیان |
| جون خودت   | بابک روزبه        | شوبرت آواکیان               | شوبرت آواکیان |
| مجنون      | شهبال شب‌پره       | شوبرت آواکیان               | شوبرت آواکیان |
| نمی‌خوامت   | شهبال شب‌پره       | شهبال شب‌پره و شوبرت آواکیان | شوبرت آواکیان |
| پری آسمونی | ژاکلین            | شوبرت آواکیان               | شوبرت آواکیان |
| لیلا       | بابک روزبه        | شوبرت آواکیان               | شوبرت آواکیان |
| عاقبت      | همایون هوشیارنژاد | کامیار                      | کامیار        |
| لوس‌آنجلس   | کامیار            | کامیار                      | کامیار        |

### دیمبولوژی(۲۰۰۹/۱۳۸۸)
- با معرفی و خوانندگی سامی بیگی و ادی عطار

| نام ترانه        | ترانه‌سرا                 | آهنگساز                   | تنظیم           |
| ---------------- | ------------------------ | ------------------------- | --------------- |
| فقط تو           | شهبال شب‌پره              | شهبال شب‌پره               | شاهین یوسف‌زمانی |
| ای داد           | شهبال شب‌پره              | شهبال شب‌پره               | امین قطری       |
| یکی بود یکی نبود | سامی بیگی                | سامی بیگی و شوبرت آواکیان | شوبرت آواکیان   |
| خانوم            | ساحارا منادی             | ادی عطار                  | پاتریک آندریاس  |
| دردسر            | شهبال شب‌پره و سامی بیگی  | شهبال شب‌پره و سامی بیگی   | شوبرت آواکیان   |
| دیدار            | شهبال شب‌پره              | شهبال شب‌پره               | امین قطری       |
| برو              | سامی بیگی و ساحارا منادی | سامی بیگی                 | امین قطری       |
| نسیم             | شهبال شب‌پره              | شهبال شب‌پره               | امین قطری       |

### نهایت / آلتیمیت (۲۰۱۵/۱۳۹۴)
- با معرفی و خوانندگی ادوین

| نام ترانه   | ترانه‌سرا             | آهنگساز       | تنظیم         |
| ----------- | -------------------- | ------------- | ------------- |
| چقدر عاشقتم | گلناز گلزاری و ادوین | ادوین         | پیام شمس      |
| سخته        | گلناز گلزاری         | ادوین         | پرویز بزمی‌پور |
| بوسه        | عاطفه آب‌برین         | پرویز بزمی‌پور | پرویز بزمی‌پور |
| تمومم کن    | گلناز گلزاری         | پیام شمس      | پیام شمس      |
| ما دوتا     | اردلان طعمه          | اردلان طعمه   | پرویز بزمی‌پور |
| زندگی تازه  | گلناز گلزاری         | ادوین         | پرویز بزمی‌پور |
| نرو         |                      | ادوین         | تاده آبولیان  |
| ناز         | گلناز گلزاری         | ادوین         | موموریزا      |
| دافی جون    | ادوین                |               | تاده آبولیان  |

### طلوع گربه‌ها (۲۰۲۲/۱۴۰۰)[۸][۹]
- با معرفی و خوانندگی هژار صالح و میلاد جلالیان

| نام ترانه         | ترانه‌سرا                  | آهنگساز       | تنظیم         |
| ----------------- | ------------------------- | ------------- | ------------- |
| بی تو             | شهبال شب‌پره               | شهبال شب‌پره   | پوریا حیدری   |
| پیک               | هژار صالح                 | هژار صالح     | پوریا حیدری   |
| سراب              | مارسل رکنی و هژار صالح    | هژار صالح     | پوریا حیدری   |
| فرار              | هژار صالح                 | هژار صالح     | پوریا حیدری   |
| فرمان             | دنیا کندری                | پدرام پالیز   | ایلیا علی‌یاری |
| چشمک              | هژار صالح                 | هژار صالح     | تاده آبولیان  |
| باربی             | شهبال شب‌پره               | شهبال شب‌پره   | شوبرت آواکیان |
| نموندی            | ساره سیدصالحی             | Captain Music | پوریا حیدری   |
| ناجور             | شهبال                     | شهبال         | تاده آبولیان  |
|                   |                           |               |               |
| امشب              | سارا کاشفی و محمد رضازاده | Captain Music | ایلیا علی‌یاری |
| بن‌بست             | شهبال شب‌پره               | هژار صالح     | افشین شکری    |
| مدلی              |                           |               |               |
| آواز (ورژن پیانو) | هژار صالح                 | هژار صالح     | پوریا حیدری   |

## تک‌آهنگ‌ها
- رهایی (به‌ همراه کامیار، پویا، هلن)
- دافی جون
- ناجور
- نرو
- بگو کی میتونه
- یکی توی زندگیمه
- یاد آوردن
- کابوس
- تاپ تاپ
- ساده
- تتو
- نبود تو
- مبهم
- چقدر عاشقتم
- بوسه
- زندگی تازه
- ما دو تا
- ناز
- دافی جون
- سخته
- تمومم کن
- پاشو (همراه جردن دائم)
- رد شو (همراه با شبنم ژاله)
- جنون
- ناجور
- چشمک
- باور کن
- کجا میری به این زودی
- ناز
- امشب
- بن‌بست

## اعضا
بلک کتس در طی تمام سال‌های فعالیت خود، در کل حدود ۴۳ عضو داشته‌ است که هر کدام فقط برای مدتی به‌ همراه شهبال شب‌پره در گروه حضور داشته‌اند. این افراد عبارتند از:
- رضا عرشیان
- تورج معین‌زاد
- استیو آرنادف
- محمد اوشال
- فرهاد مهراد (؟-۱۳۴۵)
- شهرام شب‌پره
- مرتضی کفائی
- جمال غفاری
- هاد ویگر
- مارتیک
- آلفردو
- ناصر کام‌دار
- منوچهر اسلامی
- حسن شماعی‌زاده
- ناصر صدری
- حسین سمیعیان
- احمد
- ابی
- ناصر چشم‌آذر
- هامون
- مصطفی کفایی
- بیژن قادری
- آندرانیک
- هوشنگ شاهوردی
- شاماایتا
- مهداد زند کریمی
- شهداد زند
- دیوید بتسامو (۲۰۰۳-۱۹۹۲)
- پیروز (۱۹۹۶–۱۹۸۷)
- یونس لهلو
- کامران (۲۰۰۳–۱۹۹۹)
- هومن (۲۰۰۳–۱۹۹۹)
- رامین زکا
- پییر نقلی
- برنت فیشر
- شوبرت آواکیان
- ژیلبرت آواکیان
- حکیم راچک
- سپیده
- فیروزه
- کامیار (۲۰۰۴-۲۰۰۶)
- سامی بیگی (۲۰۰۹-۲۰۱۱)
- ادی عطار (۲۰۰۹-۲۰۱۱)
- آیدین یوسفی
- ادوین (۲۰۱۶-۲۰۱۲)
- پاتریک آندریاس
- میلاد جلائیان
- هژار صالح